# Суенага Юта
Суенага Юта (7 квітня 1985) — японський плавець.
Учасник Олімпійських Ігор 2008 року, де в попередніх запливах на дистанції 200 метрів брасом поділив 17-те місце і не потрапив до півфіналів.